# Ordine dell'Isola del Principe Edoardo
L'Ordine dell'Isola del Principe Edoardo è un'onorificenza della provincia dell'Isola del Principe Edoardo, in Canada.

## Storia
L'Ordine è stato fondato nel 1996 dal luogotenente governatore Gilbert Clements, su consiglio del gabinetto della Premier Catherine Callbeck. L'Ordine è amministrato da un consiglio ed è destinato a onorare gli attuali o ex residenti dell'Isola del Principe Edoardo per risultati notevoli in qualsiasi campo, essendo così descritto come il più alto onore tra tutti quelli conferiti dalla monarchia dell'Isola del Principe Edoardo.

## Classi
L'Ordine dispone dell'unica classe di membro.

## Struttura e assegnazione
L'Ordine dell'Isola del Principe Edoardo è destinato a onorare gli attuali o ex residenti di lunga data dell'Isola del Principe Edoardo che abbiano dimostrato un alto livello di eccellenza individuale e risultati in qualsiasi campo, avendo apportato "contributi straordinari alla vita sociale, economica e culturale all'Isola del Principe Edoardo e al suo popolo". Sebbene la cittadinanza canadese non sia un requisito, coloro che sono eletti o nominati membri di un ente governativo non sono eleggibili finché restano in carica  e solo tre persone all'anno possono essere insignite dell'Ordine.
Il processo di ricerca di individui qualificati inizia con la presentazione da parte del pubblico al Consiglio consultivo dell'Ordine dell'Isola del Principe Edoardo che è composto dal giudice capo dell'Isola del Principe Edoardo, dal presidente dell'Università dell'Isola del Principe Edoardo, dal direttore del Consiglio esecutivo e da due membri dell'Ordine da ciascuna delle tre contee della provincia. Questo comitato formula quindi le sue raccomandazioni selezionate al Consiglio dei ministri, che controlla la lista e la trasmette al luogotenente governatore. Le nomine postume non sono accettate, anche se un individuo che muoia dopo che il suo nome è stato presentato al Consiglio può ancora essere nominato retroattivamente membro dell'Ordine. Il luogotenente governatore, membro ex officio e cancelliere dell'Ordine, quindi fa tutte le nomine nell'unico grado di appartenenza alla fratellanza con un Order in Council che porta la sua firma e il gran sigillo della provincia. Successivamente, i nuovi membri hanno il diritto di utilizzare il post-nominale OPEI.
All'ingresso nell'Ordine dell'Isola del Principe Edoardo, di solito con una cerimonia presso la Government House di Charlottetown, ai nuovi membri vengono consegnate le insegne dell'ordine.

## Insegne
- Il distintivo, chiamato medaglia al merito,[2] è costituito da una medaglia in oro con il dritto smaltato a formare lo stemma dell'Isola del Principe Edoardo circondato da un cerchio blu con le parole MERIT • PRINCE EDWARD ISLAND.[2] Gli uomini indossano il distintivo sospeso da un nastro al colletto, mentre le donne portano il loro su un fiocco sul petto a sinistra. I membri ricevono anche una spilla che può essere indossata durante le occasioni meno formali e che è una versione più piccola della medaglia al merito.[1]
- Il nastro è bianco con una striscia verde e una rossa.